# Sidi Abderrahmane (Chlef)
Sidi Abderrahmane è un comune dell'Algeria, situato nella provincia di Chlef.